# تشيغيم
تشيغيم (بالروسية: Чегем) هي إحدى مدن روسيا في الكيان الفدرالي الروسي كاباردينو-بالكاريا.